# Margareta Niculescu
Pour les articles homonymes, voir Niculescu.
Margareta Niculescu, née le 4 janvier 1926 à Iași en Roumanie et morte le 19 août 2018, est une artiste roumaine, marionnettiste, metteur en scène, pédagogue et directrice de théâtre.
Elle a contribué au renouvellement, à partir des années 1950, de l’art de la marionnette en Europe et dans le monde. Elle a été directrice du théâtre Țăndărica de Bucarest. Elle a dirigé l'Institut international de la marionnette de Charleville-Mézières, en Ardennes, et a cofondé, avec Jacques Félix, l’École nationale supérieure des arts de la marionnette dans cette même ville.

## Biographie

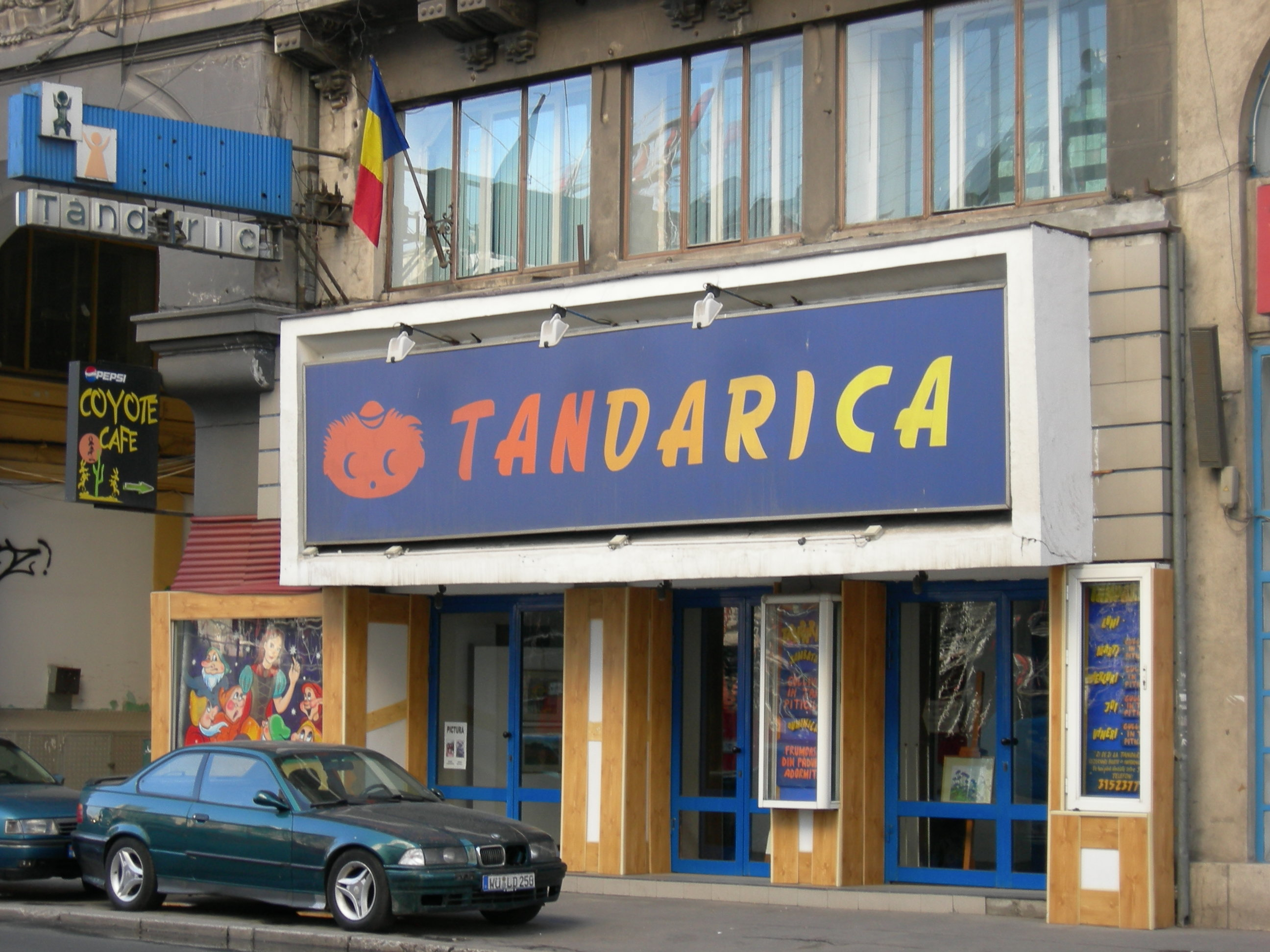
Le théâtre Țăndărica à Bucarest (2006).

Margareta Niculescu est née le 4 janvier 1926 en Roumanie. Alors qu'elle est journaliste pigiste, elle découvre une troupe de marionnettistes qui conçoivent leur art comme un art théâtral et orientent leurs créations en conséquence. Le théâtre de marionnettes n'est à cette époque ni structuré ni professionnalisé, en Roumanie comme dans de nombreux pays. Il existe de petites troupes, utilisant des personnages et un répertoire issus de la tradition populaire. Dans les mêmes années, le Parti ouvrier roumain s'empare du pouvoir, abolit la monarchie le 30 décembre 1947 et proclame la République populaire roumaine. Un nouveau réseau d'institutions culturelles piloté par l’État se met en place. Margareta Niculescu sollicite le ministère roumain de la culture, voulant obtenir pour cette troupe le statut de théâtre national. Le domaine étant nouveau pour elle, elle entame concomitamment des études de mise en scène à l’Institut d’art théâtral et cinématographique (IATC) de Bucarest. Elle se voit proposer d'associer la troupe qu'elle promeut à l'équipe du théâtre Țăndărica, animé par un de ses professeurs à l'IATC, Nicolae Massim, à condition d'en assumer la direction. Elle se voit ainsi confier les fonctions de directrice du théâtre Țăndărica de Bucarest. Elle n'a que 23 ans, et reste à ce poste de direction de théâtre de 1949 à 1986,,,.
Elle confère à ce théâtre une renommée internationale, concrétisé par le prix Érasme en 1978. Ses principales réalisations sont : en 1954, Umor pe sfori (Humour à fils), où elle s'éloigne du figuratif en introduisant une diversité de matériaux, tissus, objets, ressorts métalliques, dans les personnages, en 1958 Mâna cu cinci degete (La Main à cinq doigts), une parodie de films d’action, en 1962 Cartea cu Apolodor (Le Livre d’Apollodore) du poète surréaliste Gellu Naum, en 1964 Moi et la matière morte avec l'acteur Mircea Crișan, en 1965 Les Trois Femmes de Don Cristóbal d’après Federico García Lorca, en 1969 Mihai Eminescu Cabarettissimo, en 1971 Ninigra et Aligru, en 1976 Le chat qui s’en va tout seul d'après l’œuvre de  Rudyard Kipling, en 1982 Le Prince charmant né d’une larme  d’après l’œuvre du poète Mihai Eminescu. Le théâtre Țăndărica est invité dans de nombreux pays et se produit notamment à Magdebourg, Belgrade, Namur, Sofia, Le Caire, Lübeck et Copenhague, créant par exemple à Copenhague, une transposition de la pièce d'Henrik Ibsen, Peer Gynt,.

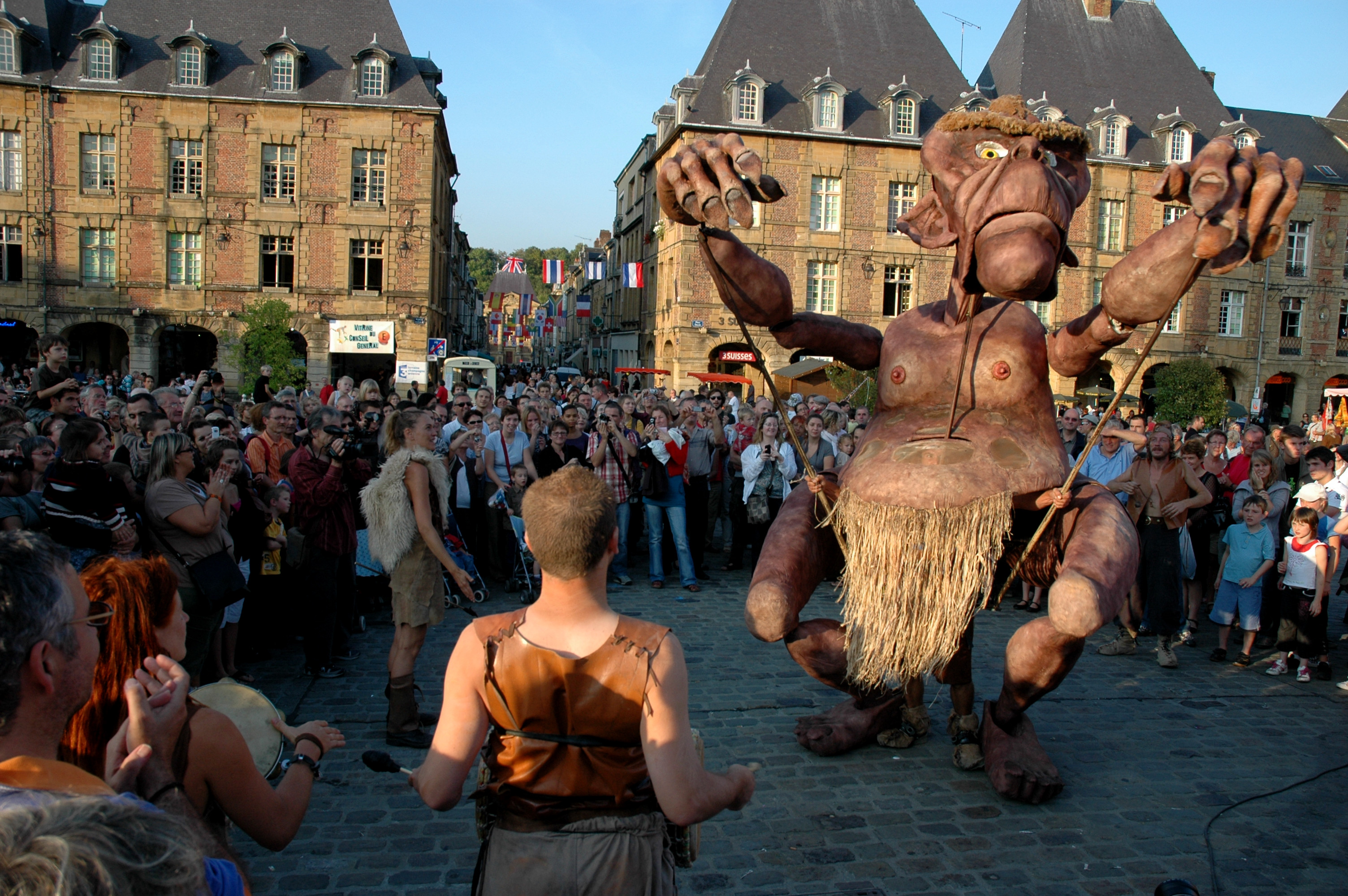
Festival mondial des théâtres de marionnettes à Charleville-Mézières.

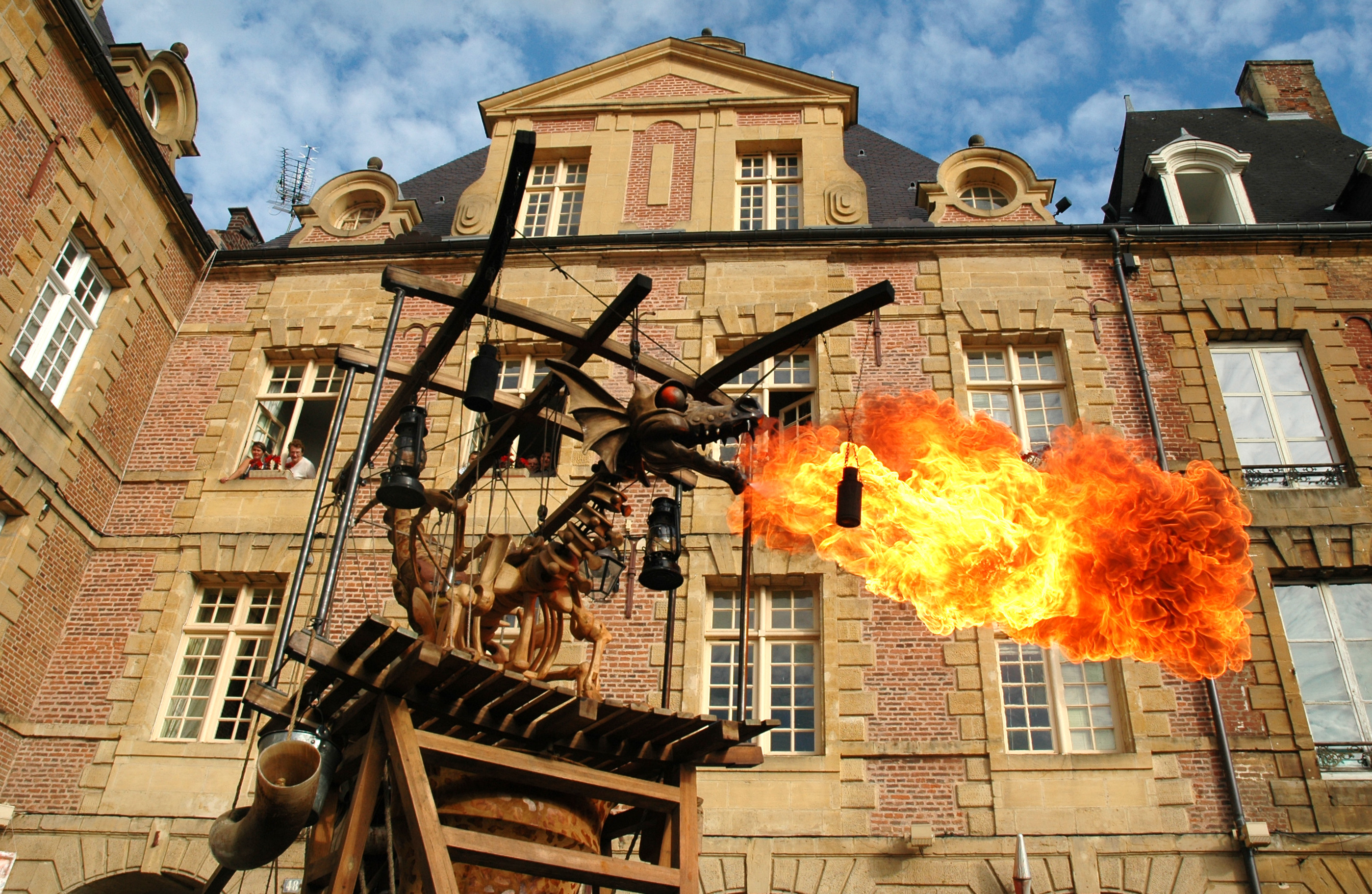
Festival mondial des théâtres de marionnettes à Charleville-Mézières.

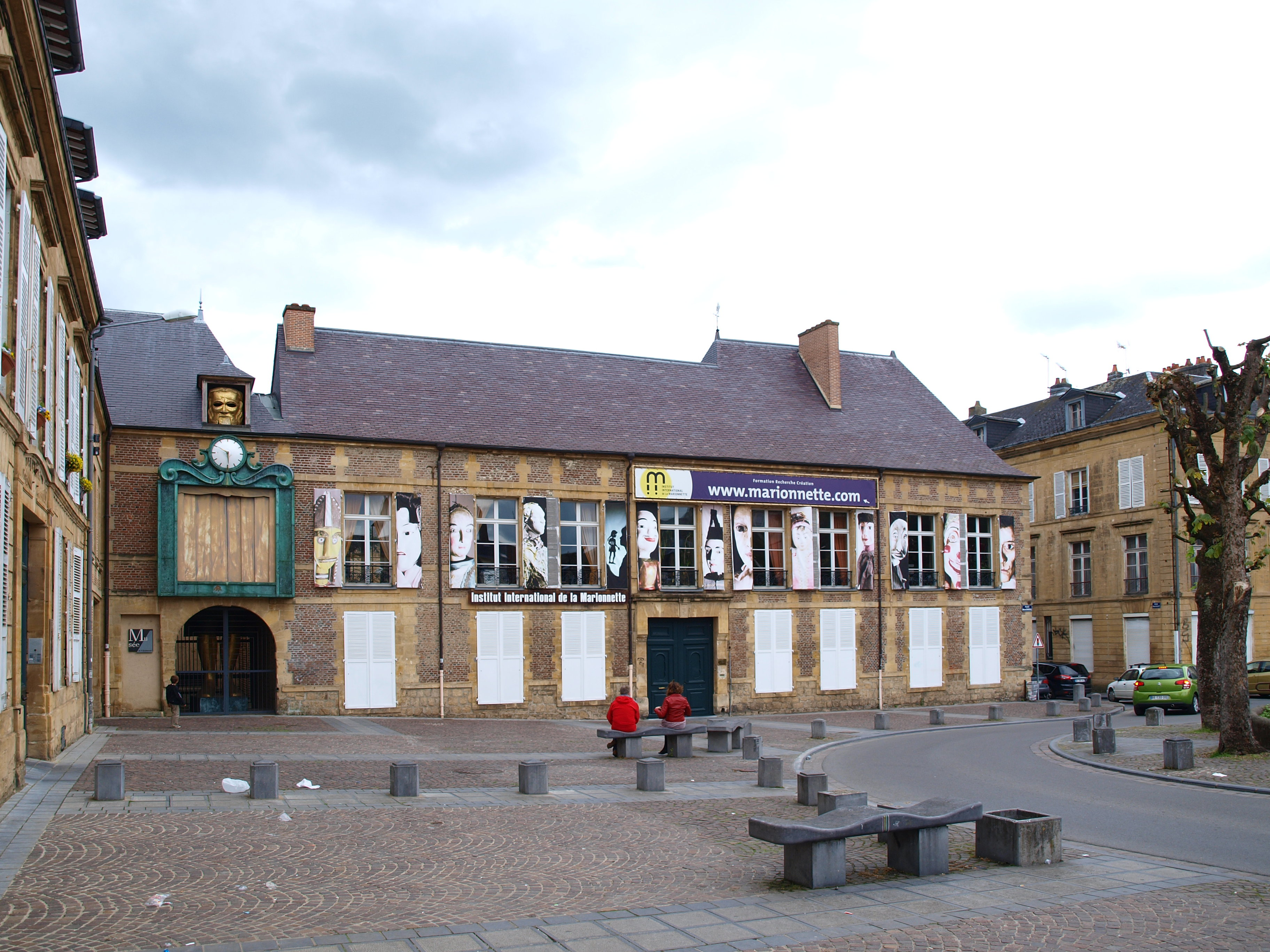
Institut international de la marionnette de Charleville-Mézières (2013).

Dans les années 1950 et 1960, son travail sur l'art de la marionnette, à la direction du théâtre Țăndărica, trouve un écho dans l'évolution en Europe de l'art de la marionnette, à la fois sur le plan artistique et sur le plan de l'organisation de la profession, reprenant un mouvement né dans l'entre-deux-guerres et interrompu par la Seconde Guerre mondiale. En 1957, en pleine guerre froide, les Tchécoslovaques relancent  l'Union internationale de la marionnette (UNIMA) lors de la Semaine de la marionnette européenne à Brunswick (en RFA à l'époque) : Jan Malik, secrétaire général de l'UNIMA avant la guerre, mène des discussions. Il parvient à organiser un congrès de renaissance de cette association internationale la même année à Prague, avec la présence de 17 pays appartenant aux deux côtés du rideau de fer et à des nations aussi opposées que les États-Unis et la Corée du Nord. À cette occasion, les marionnettistes occidentaux découvrent que leurs collègues du Bloc de l'Est bénéficient de structures pérennes, et de salles en dur. Grâce à l'UNIMA, en Europe notamment, les marionnettistes reconstituent un réseau d'échanges et d'expérimentations, indépendamment des tensions internationales. Margareta Niculescu participe activement à ces échanges, devient membre du comité exécutif de l'UNIMA de 1957 à 2000, et y créée en 1976 une commission internationale sur la formation professionnelle des marionnettistes.
En 1958, Margareta Niculescu fonde le premier festival mondial de marionnettes, avec des compagnies venues de 31 pays,. Trois ans plus tard, en 1961, Jacques Félix accueille à Charleville, en France, le deuxième congrès national du Syndicat des guignolistes et marionnettes français, et des artistes venus de plusieurs pays y présentent leurs dernières créations, créant ainsi un autre festival international qui va devenir le festival mondial des théâtres de marionnettes.
En 1972, Jacques Félix reçoit à Charleville le 11e congrès de l'UNIMA, et organise en même temps en cette ville le festival des théâtres de marionnettes, avec des spectacles ouvert au public et la présence de marionnettistes venant des cinq continents. Ce festival ardennais devient réellement une manifestation artistique internationale, et permet également à Jacques Félix et Margareta Niculescu de se côtoyer. En 1985-1986, après 37 ans à la tête du théâtre Țăndărica, Margareta Niculescu se lance dans une nouvelle aventure, en Ardennes, avec Jacques Félix en devenant la directrice de l’Institut international de la marionnette (IIM) que celui-ci a créé. Trois ans plus tard, elle cofonde, toujours avec Jacques Félix et à Charleville-Mézières, l’École nationale supérieure des arts de la marionnette dont elle devient la directrice de 1987 à 1998,.
En 2003, le président de la Roumanie, Ion Iliescu lui confère le grade de commandeur de l'ordre du Mérite culturel roumain.
Elle meurt le 19 août 2018

## Principales publications
- Světové loutkářství : současné loutkové divadlo slovem i obrazem, 1966, en tchèque.
- The puppet theatre of the modern world; an international presentation in word and picture, UNIMA, 1967, en anglais et allemand.
- Puppentheater der Welt; zeitgenössisches Puppenspiel in Wort und Bild, UNIMA, 22 éditions publiées entre 1965 et 1968 en allemand.
- Marionnettes du monde entier : théâtres de marionnettes contemporains, UNIMA, 1967, en français.
- L'avant-garde et la marionnette, 1988, en français.
- Die Avantgarde und das Figurentheater, 1993, en allemand.
- Marionnettes en territoire brésilien, Festival mondial des théâtres de marionnettes, 1994, en français.
- Passeurs et complices (Passing it on), Institut international de la marionnette, en français et anglais, 2009.